# Riacho San José
Riacho San José, Riacho de Jáuregui, Riacho de Juan de la Piedra, o simplemente El Riacho, es un paraje ubicado en el extremo sudoeste del golfo San José, en el departamento Biedma, noreste de la provincia del Chubut, al nordeste de la Patagonia argentina. Se sitúa en las coordenadas: 42°25′30.26″ S 64°37′0.21″ O. Existe allí un pequeño villorrio permanente integrado por mariscadores.

## Características generales
Riacho San José se encuentra en la base de la península Valdés, frente al «fondeadero La Argentina», específicamente en el sitio conocido como «Garganta del Delfín». Geográficamente se trata de un canal de drenaje de una marisma natural de unos 3 a 4 km de largo. Al estar situado en el ángulo sudoeste del golfo, está protegido naturalmente de los vientos del sur y oeste.  Hasta el año 1973 podían recalar en él embarcaciones con esloras de 16 m y calados de hasta 2,2 m pero, a raíz de la parcial obstrucción por depósitos de arena de su acceso, embarcaciones de ese tamaño solo pueden operar durante las mareas extraordinarias. Incluso las embarcaciones menores solo pueden operar durante la pleamar.

### Economía
Este paraje es utilizado como atracadero natural en la pesquería que explota los numerosos y abundantes bancos de vieyras tehuelches, cholgas, almejas, y mejillones del golfo San José, al igual que se utilizan, entre otros, los de «El Refugio», «Tehuelche», «Larralde», y «Bengoa». Durante la temporada de capturas permitidas, los marisqueros asientan en las cercanías de los atracaderos refugios precarios en forma de campamentos, aunque en Riacho San José la presencia de una pequeña población se presenta durante todo el año. Los mariscos capturados desde Riacho San José son colocados en bolsas de 30 a 35 kg y se las traslada, todos o casi todos los días, en camionetas o camiones hacia las plantas procesadoras, situadas mayormente en Puerto Madryn. Una fracción menor de las capturas es destinada a bocas de expendio minoristas o restaurantes.
En el año 1974, mediante la ley 1229, la provincia del Chubut reguló la pesca de moluscos y crustáceos en el golfo San José, permitiéndose para ello solo el empleo de la modalidad de recolección manual mediante buzos de pesca, prohibiéndose expresamente el uso de la rastra.
Como esta es una actividad especialmente invernal, durante la primavera y el verano algunos marisqueros desarrollan actividades relacionadas con servicios turísticos, entre los que destacan el avistamiento de ballenas y los bautismos submarinos. 
Frecuentemente, la economía local se afecta por fenómenos de marea roja, excesivas proliferaciones de microalgas (específicamente dinoflageladas) las que causan toxicidad en los moluscos bivalvos, prohibiéndose su captura y consumo.
Especies explotadas
Las especies explotadas desde el Riacho San José, en orden de importancia, son: vieyra tehuelche (Aequipecten tehuelchus), mejillón (Mytilus edulis platensis), cholga (Aulacomya ater ater), y almeja blanca o rayada (Ameghinomya antiqua).
Solo a escala doméstica, ocasionalmente se han capturado también a la falsa ostra (Pododesmus rudis) y a la cholga paleta o mejillón de fango (Atrina seminuda). Además hay presencia de ejemplares aislados de ostra puelche (Ostrea puelchana), y berberecho (Trachycardium muricatum). Entre la infauna se encuentran navajas (Solen tehuelchus y Ensis macha), navajuelas (Tagelus plebeius), el "geoduck" (Panopea abbreviata) y las almejas (Euromahlea exalbida, Tawera gayi y Amiantis purpurata), entre otras. A mayor profundidad se presentan la vieyra patagónica (Zygochlamys patagonica). También son pescados raramente, para abastecer restaurantes de la zona o consumo familiar, Adelomelon sp., Odontocymbiola magellanica, y Zidona dufresnei. El pulpo colorado (Enteroctopus megalocyathus) es capturado por buzos autónomos. El pulpito (Octopus tehuelchus) es atrapado especialmente por pulperos, los cuales emplean garfios para engancharlos entre las restingas que quedan expuestas en las bajamares importantes.

## Acceso
Se accede a Riacho San José desde la ruta nacional 3 (asfaltada), tomando hacia el este por la también asfaltada ruta provincial 2, por la que se transita durante 40 km hasta un desvío hacia la izquierda (norte) el cual posee carpeta de ripio, por la que se transita durante 6 km hasta llegar a la localidad. 
El lugar es frecuentado por pescadores y campistas atraídos por sus paisajes y su fauna marina, entre las que destacan ballenas francas australes, lobos marinos, y las aves marinas. Como sus costas tienen características estuariales, y están cubiertas por limos, son adecuadas para funcionar como una estación intermedia para las aves limícolas migratorias que viajan costeando el litoral patagónico.